# Liara mindanensis
Liara mindanensis är en insektsart som först beskrevs av Morgan Hebard 1922.  Liara mindanensis ingår i släktet Liara och familjen vårtbitare. Inga underarter finns listade i Catalogue of Life.